# Paracycling-Straßenweltmeisterschaften 2022
Die Paracycling-Straßenweltmeisterschaften 2022 (2022 UCI Para-Cycling Road World Championships) fanden vom 11. bis 14. August 2022 kanadischen Baie-Comeau statt.

## Resultate

### Zeitfahren Klasse B
| Frauen – WB (28,4 km) |                                     |              |            |
| #                     | Fahrerin/Pilotin                    | Nationalität | Zeit (min) |
|                       | Sophie Unwin/ Jenny Holl            | GBR          | 39:57,21   |
|                       | Katie-George Dunlevy/ Eve McCrystal | IRL          | + 0:49,53  |
|                       | Louise Jannering/ Catrin Nilsson    | SWE          | + 3:21,15  |

| Männer – MB (28,4 km) |                                     |              |            |
| #                     | Fahrer/Pilot                        | Nationalität | Zeit (min) |
|                       | Tristan Bangma/ Patrick Bos         | NLD          | 34:53,21   |
|                       | Vincent ter Schure/ Timo Fransen    | NLD          | + 0:30,31  |
|                       | Alexandre Lloveras/ Maxime Gressier | FRA          | + 1:17,22  |

### Straßenrennen Klasse B
| Frauen – WB (81,9 km) |                                     |              |          |
| #                     | Fahrerin/Pilotin                    | Nationalität | Zeit (h) |
|                       | Katie-George Dunlevy/ Eve McCrystal | IRL          | 2:09:12  |
|                       | Sophie Unwin/ Jenny Holl            | GBR          | + 1:36   |
|                       | Josephine Healion/ Linda Kelly      | IRL          | + 6:16   |

| Männer – MB (105,3 km) |                                      |              |          |
| #                      | Fahrer/Pilot                         | Nationalität | Zeit (h) |
|                        | Tristan Bangma/ Patrick Bos          | NLD          | 2:25:06  |
|                        | Alexandre Lloveras/ Maxime Gressier  | FRA          | + 1:48   |
|                        | Piotr Kołodziejczuk/ Michał Podlaski | POL          | + 3:04   |

### Zeitfahren Klasse C
| #             | Fahrerin             | Nationalität | Zeit (min) |
| ------------- | -------------------- | ------------ | ---------- |
| WC1 (18,9 km) |                      |              |            |
|               | Frances Brown        | GBR          | 31:20,15   |
|               | Kaitlyn Schurmann    | AUS          | + 7:14,31  |
| WC2 (18,9 km) |                      |              |            |
|               | Maike Hausberger     | GER          | 31:04,10   |
|               | Flurina Rigling      | SUI          | + 0:38,41  |
|               | Carolina Munevar     | COL          | + 2:16,77  |
| WC3 (18,9 km) |                      |              |            |
|               | Clara Brown          | USA          | 2:16,77    |
|               | Keiko Sugiura        | JPN          | + 51:78    |
|               | Paige Greco          | USA          | + 1:06,09  |
| WC4 (18,9 km) |                      |              |            |
|               | Samantha Bosco       | USA          | 28:28,83   |
|               | Emily Petricola      | AUS          | + 1:15,40  |
|               | Keely Shaw           | CAN          | + 1:49,26  |
| WC5 (18,9 km) |                      |              |            |
|               | Kerstin Brachtendorf | GER          | 28:12,99   |
|               | Nicole Murray        | NZL          | + 0:37,43  |
|               | Eleonora Mele        | ITA          | + 1:49,28  |

| #             | Fahrer                 | Nationalität | Zeit (min) |
| ------------- | ---------------------- | ------------ | ---------- |
| MC1 (18,9 km) |                        |              |            |
|               | Michael Teuber         | GER          | +4:25,79   |
|               | Aaron Keith            | USA          | + 0:04,76  |
|               | Ricardo Ten Argilés    | ESP          | + 0:18:11  |
| MC2 (18,9 km) |                        |              |            |
|               | Ewoud Fremant          | BEL          | 26:37,97   |
|               | Alexandre Leaute       | FRA          | + 0:14,65  |
|               | Darren Hicks           | AUS          | + 0:26,91  |
| MC3 (18,9 km) |                        |              |            |
|               | Eduardo Santos Asensio | ESP          | 26:25,71   |
|               | Finlay Graham          | GBR          | + 0:00,08  |
|               | Florian Bouziani       | FRA          | + 0:09,64  |
| MC4 (28,4 km) |                        |              |            |
|               | George Peasgood        | GBR          | 38:26,73   |
|               | Louis Clincke          | BEL          | + 1:04,54  |
|               | Ronan Grimes           | IRL          | + +1:30,91 |
| MC5 (28,4 km) |                        |              |            |
|               | Daniel Abraham Gebru   | NED          | 36:37,88   |
|               | Dorian Foulon          | FRA          | + 0:12,40  |
|               | Kévin Le Cunff         | FRA          | + 0:16,11  |

### Straßenrennen Klasse C
| #                      | Fahrerin             | Nationalität | Zeit (h)       |
| ---------------------- | -------------------- | ------------ | -------------- |
| Frauen – WC1 (58,5 km) |                      |              |                |
|                        | Frances Brown        | GBR          | 1:46:17        |
|                        | Kaitlyn Schurmann    | AUS          | 1 Runde zurück |
| Frauen – WC2 (58,5 km) |                      |              |                |
|                        | Maike Hausberger     | GER          | 1:45:31        |
|                        | Daniela Munevar      | COL          | + 0:04         |
|                        | Flurina Rigling      | SUI          | gl. Zeit       |
| Frauen – WC3 (58,5 km) |                      |              |                |
|                        | Keiko Sugiara        | JPN          | 1:45:28        |
|                        | Clara Brown          | USA          | + 0:02         |
|                        | Jamie Whitmore       | USA          | + 0:08         |
| Frauen – WC4 (70,2 km) |                      |              |                |
|                        | Samantha Bosco       | USA          | 2:00:04        |
|                        | Meg Lemon            | AUS          | + 3:22         |
|                        | Keely Shaw           | CAN          | + 3:23         |
| Frauen – WC5 (67,2 km) |                      |              |                |
|                        | Marie Patouillet     | FRA          | 1:58:42        |
|                        | Kerstin Brachtendorf | GER          | gl. Zeit       |
|                        | Nicole Murray        | NZL          | gl. Zeit       |

| #                      | Fahrer                      | Nationalität | Zeit (h) |
| ---------------------- | --------------------------- | ------------ | -------- |
| Männer – MC1 (70,2 km) |                             |              |          |
|                        | Ricardo Ten Argilés         | ESP          | 1:50:07  |
|                        | Aaron Keith                 | USA          | + 4:38   |
|                        | Carlos Alberto Gomes Soares | BRA          | + 6:36   |
| Männer – MC2 (70,2 km) |                             |              |          |
|                        | Alexandre Leaute            | FRA          | 1:49:49  |
|                        | Florian Chapeau             | FRA          | + 0:09   |
|                        | Ewoud Vromant               | BEL          | + 0:11   |
| Männer – MC3 (70,2 km) |                             |              |          |
|                        | Finlay Graham               | GBR          | 1:49:31  |
|                        | Steffen Warias              | GER          | + 0:14   |
|                        | Eduardo Santos Asensio      | ESP          | + 0:23   |
| Männer – MC4 (81,9 km) |                             |              |          |
|                        | Ronan Grimes                | IRL          | 2:04:31  |
|                        | Louis Clincke               | BEL          | gl. Zeit |
|                        | George Peasgood             | GBR          | gl. Zeit |
| Männer – MC5 (81,9 km) |                             |              |          |
|                        | Kévin Le Cunff              | FRA          | 2:00:00  |
|                        | Lauro Cesar Mouro Chaman    | BRA          | gl. Zeit |
|                        | Alistair Donohoe            | AUS          | gl. Zeit |

### Zeitfahren Klasse T
| #                     | Fahrerin                | Nationalität | Zeit (min) |
| --------------------- | ----------------------- | ------------ | ---------- |
| Frauen – T1 (18,9 km) |                         |              |            |
|                       | Marieke van Soest       | NED          | 42:49,93   |
|                       | Dulce Gonzalez Guerrero | MEX          | + 3:42,32  |
|                       | Shelley Gautier         | CAN          | + 7:09,97  |
| Frauen – T2 (18,9 km) |                         |              |            |
|                       | Angelika Dreock-Käser   | GER          | 39:26,92   |
|                       | Carol Cooke             | AUS          | + 1:00,01  |
|                       | Jana Majunke            | GER          | + 1:42,91  |

| #                     | Fahrer                | Nationalität | Zeit (min) |
| --------------------- | --------------------- | ------------ | ---------- |
| Männer – T1 (18,9 km) |                       |              |            |
|                       | Giorgio Farrino       | ITA          | 37:31,02   |
|                       | Nathan Clement        | CAN          | + 1:19,47  |
|                       | Gonzalo Garcia Abella | ESP          | + 1:59,02  |
| Männer – T2 (18,9 km) |                       |              |            |
|                       | Tim Celen             | BEL          | 33:39,26   |
|                       | Maximilian Jäger      | GER          | + 0:45,77  |
|                       | Stuart Jones          | AUS          | + 1:35,70  |

### Straßenrennen Klasse T
| #                      | Fahrerin                | Nationalität | Zeit (min) |
| ---------------------- | ----------------------- | ------------ | ---------- |
| Frauen – WT1 (28,4 km) |                         |              |            |
|                        | Marieke van Soest       | NED          | 1:05:56    |
|                        | Dulce González Guerrero | MEX          | + 8:47     |
|                        | Eeltje Malzbender       | NZL          | + 12:23    |
| Frauen – WT2 (37,8 km) |                         |              |            |
|                        | Jana Majunke            | GER          | 1:25:10    |
|                        | Angelika Dreock-Käser   | GER          | + 0:17     |
|                        | Emma Lund               | DEN          | + 2:56     |

| #                      | Fahrer                       | Nationalität | Zeit (min) |
| ---------------------- | ---------------------------- | ------------ | ---------- |
| Männer – MT1 (28,4 km) |                              |              |            |
|                        | Giorgio Farroni              | ITA          | 1:00:20    |
|                        | Nathan Clement               | CAN          | + 1:22     |
|                        | Gonzalo Garcia Abella        | ESP          | + 2:36     |
| Männer – MT2 (- km)    |                              |              |            |
|                        | Tim Celen                    | BEL          | 1:01:12    |
|                        | Juan Jose Betancourt Quiroga | COL          | gl. Zeit   |
|                        | Joan Reinoso Figuerola       | ESP          | + 0:02     |

### Zeitfahren Klasse H
| #                      | Fahrerin               | Nationalität | Zeit (min) |
| ---------------------- | ---------------------- | ------------ | ---------- |
| Frauen – WH1 (9,4 km)  |                        |              |            |
|                        | Simona Canipari        | ITA          | 43:31,44   |
| Frauen – WH2 (9,4 km)  |                        |              |            |
|                        | Katerina Brim          | USA          | 20:46,00   |
|                        | Roberta Amadeo         | ITA          | + 3:54,22  |
| Frauen – WH3 (18,9 km) |                        |              |            |
|                        | Annika Zeyen           | GER          | 36:00,88   |
|                        | Francesca Porcellato   | ITA          | + 0:15,90  |
|                        | Jady Martins Malavazzi | BRA          | + 2:05,35  |
| Frauen – WH4 (16,8 km) |                        |              |            |
|                        | Jennette Jansen        | NED          | 36:06,95   |
|                        | Suzanna Tangen         | NOR          | + 1:19,55  |
|                        | Sandra Stöckli         | SUI          | + 1:40,75  |
| Frauen – WH5 (18,9 km) |                        |              |            |
|                        | Oksana Masters         | NED          | 28:59,12   |
|                        | Ana Maria Vitelaru     | ITA          | + 0:23     |
|                        | Katia Aere             | ITA          | + 0:52     |

| #                      | Fahrer               | Nationalität | Zeit (min) |
| ---------------------- | -------------------- | ------------ | ---------- |
| Männer – MH1 (18,9 km) |                      |              |            |
|                        | Fabrizio Cornegliani | ITA          | 47:41,46   |
|                        | Pieter du Preez      | RSA          | + 1:13,36  |
|                        | Maxime Hordies       | BEL          | + 2:35,37  |
| Männer – MH2 (18,9 km) |                      |              |            |
|                        | Sergio Garrote       | ESP          | 33:31,07   |
|                        | Florian Jouanny      | FRA          | + 0:16,33  |
|                        | Luca Mazzone         | ITA          | + 0:29,54  |
| Männer – MH3 (18,9 km) |                      |              |            |
|                        | Paolo Cecchetto      | ITA          | 31:42,13   |
|                        | Charles Moreau       | CAN          | + 0:13,80  |
|                        | Mirko Testa          | ITA          | + 0:31,80  |
| Männer – MH4 (18,9 km) |                      |              |            |
|                        | Jetze Plat           | NED          | 28:10,53   |
|                        | Thomas Frühwirth     | AUT          | + 0:38,79  |
|                        | Rafał Wilk           | POL          | + 1:27,33  |
| Männer – MH5 (18,9 km) |                      |              |            |
|                        | Mitch Valize         | NED          | 28:18,76   |
|                        | Loïc Vergnaud        | FRA          | + 0:56,04  |
|                        | Luis Costa           | POR          | + 2:14,25  |

### Straßenrennen Klasse H
| #                      | Fahrerin             | Nationalität | Zeit (h) |
| ---------------------- | -------------------- | ------------ | -------- |
| Frauen – WH1 (18,9 km) |                      |              |          |
|                        | Simona Canipari      | ITA          | 1:29:27  |
| Frauen – WH2 (28,4 km) |                      |              |          |
|                        | Katerina Brim        | USA          | 1:08:34  |
|                        | Roberta Amadeo       | ITA          | + 11:09  |
| Frauen – WH3 (56,7 km) |                      |              |          |
|                        | Annika Zeyen         | GER          | 1:56:47  |
|                        | Francesca Porcellato | ITA          | + 2:46   |
|                        | Renata Kaluza        | POL          | + 0:09   |
| Frauen – WH4 (56,7 km) |                      |              |          |
|                        | Jennette Jansen      | NED          | 1:56:14  |
|                        | Suzanna Tangen       | NOR          | + 5:31   |
|                        | Sandra Stöckli       | SUI          | + 7:34   |
| Frauen – WH5 (56,7 km) |                      |              |          |
|                        | Oksana Masters       | USA          | 2:00:35  |
|                        | Ana Maria Vitelaru   | ITA          | gl. Zeit |
|                        | Chantal Haenen       | NED          | gl. Zeit |

| #                      | Fahrer               | Nationalität | Zeit (h) |
| ---------------------- | -------------------- | ------------ | -------- |
| Männer – MH1 (28,4 km) |                      |              |          |
|                        | Maxime Hordies       | BEL          | 1:26:26  |
|                        | Fabrizio Cornegliani | ITA          | + 0:05   |
|                        | Pieter du Preez      | RSA          | + 1:16   |
| Männer – MH2 (47,3 km) |                      |              |          |
|                        | Florian Jouanny      | FRA          | 1:28:46  |
|                        | Luca Mazzone         | ITA          | gl. Zeit |
|                        | Sergio Garrote       | ESP          | gl. Zeit |
| Männer – MH3 (66,2 km) |                      |              |          |
|                        | Riadh Tarsim         | FRA          | 1:59:59  |
|                        | Paolo Cecchetto      | ITA          | + 0:01   |
|                        | Joey Desjardins      | CAN          | + 0:03   |
| Männer – MH4 (67,2 km) |                      |              |          |
|                        | Jetze Plat           | NED          | 1:46:29  |
|                        | Thomas Frühwirth     | AUT          | + 1:08   |
|                        | Mathieu Bosredon     | FRA          | + 2:25   |
| Männer – MH5 (66,2 km) |                      |              |          |
|                        | Mitch Valize         | NED          | 1:49:30  |
|                        | Loïc Vergnaud        | FRA          | + 3:03   |
|                        | Tim de Vries         | NED          | + 5:41   |

### Handbiker-Staffel
| Mixed-Staffel (9 x 1,98 km; insgesamt 17,82 km) |                                                                      |      |            |
| Platz                                           | Sportler                                                             | Land | Zeit (min) |
|                                                 | Diego Colombari Luca Mazzone Paolo Cecchotto                         | ITA  | 23:29      |
|                                                 | Israel Rider Ibañez Sergio Garrote Muñoz Luis Miguel García-Marquina | ESP  | + 0:17     |
|                                                 | Annika Zeyen Bernd Jeffré Vico Merklein                              | GER  | + 0:38     |

## Medaillenspiegel
| Rang  | Land               | Gold | Silber | Bronze | Gesamt |
| ----- | ------------------ | ---- | ------ | ------ | ------ |
| 1     | Niederlande        | 11   | 1      | 2      | 14     |
| 2     | Deutschland        | 8    | 4      | 2      | 14     |
| 3     | Vereinigte Staaten | 7    | 4      | 1      | 12     |
| 4     | Italien            | 6    | 10     | 4      | 20     |
| 5     | Frankreich         | 6    | 7      | 4      | 17     |
| 6     | Großbritannien     | 5    | 2      | 1      | 8      |
| 7     | Belgien            | 4    | 2      | 2      | 8      |
| 8     | Spanien            | 3    | 0      | 6      | 9      |
| 9     | Irland             | 2    | 1      | 2      | 5      |
| 10    | Japan              | 1    | 1      | 0      | 2      |
| 11    | Australien         | 0    | 5      | 4      | 9      |
| 12    | Kanada             | 0    | 3      | 4      | 7      |
| 13    | Österreich         | 0    | 2      | 0      | 2      |
| 13    | Mexiko             | 0    | 2      | 0      | 2      |
| 13    | Norwegen           | 0    | 2      | 0      | 2      |
| 16    | Brasilien          | 0    | 1      | 3      | 4      |
| 16    | Schweiz            | 0    | 1      | 3      | 4      |
| 18    | Neuseeland         | 0    | 1      | 2      | 3      |
| 19    | Kolumbien          | 0    | 1      | 1      | 2      |
| 19    | Südafrika          | 0    | 1      | 1      | 2      |
| 21    | Polen              | 0    | 0      | 2      | 2      |
| 21    | Dänemark           | 0    | 0      | 1      | 1      |
| 21    | Portugal           | 0    | 0      | 1      | 1      |
| 21    | Schweden           | 0    | 0      | 1      | 1      |
| Total | Total              | 53   | 51     | 47     | 151    |